# Itaguari
Itaguari är en kommun i Brasilien.   Den ligger i delstaten Goiás, i den centrala delen av landet, 180 km väster om huvudstaden Brasília. Antalet invånare är 4 508.
Omgivningarna runt Itaguari är huvudsakligen savann. Runt Itaguari är det ganska glesbefolkat, med 30 invånare per kvadratkilometer.